# Puente de la playa

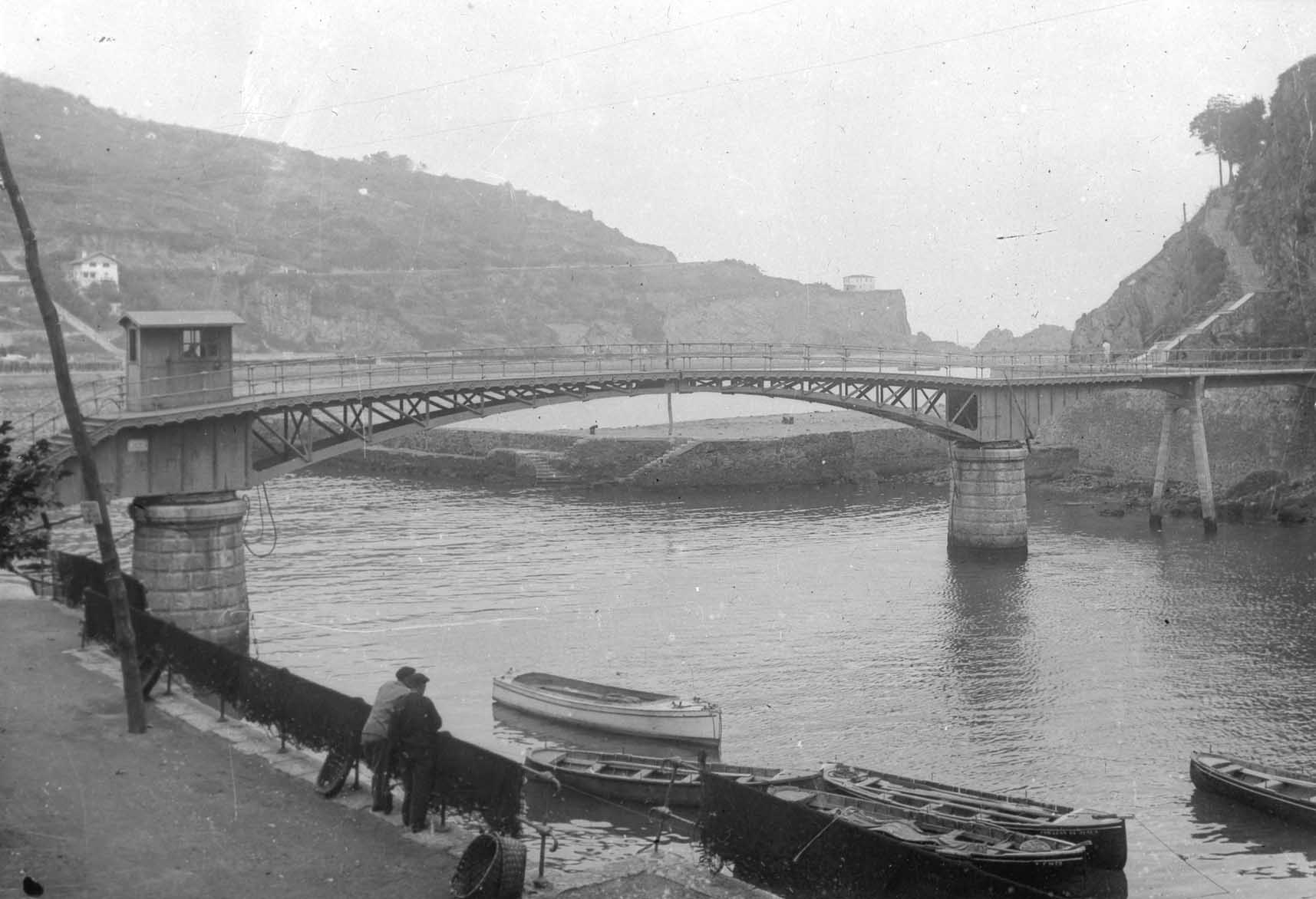
Pasarela giratoria Alfonso XIII, en 1931.

El Puente de la playa, en euskera y más comúnmente Plaiko zubia o Plaiko zubixe,  es una pasarela móvil giratoria situada en la localidad vizcaína de Ondárroa, el País Vasco, España. Es popularmente también es conocida como Puente de perro chico o perra chica, en referencia al peaje de una perra chica, moneda de cinco céntimos de peseta que en su cruz mostraba una figura parecida a un perro, que había que pagar para cruzarlo. El nombre original que se le dio en su inauguración fue el de "Pasarela giratoria Alfonso XIII". 
El Plaiko zubixe es uno de los pocos ejemplares de pasarela giratoria que se conservan en Europa y en el mundo, y ha sobrevivido a las avenidas del río Artibai y a los fuertes temporales del Cantábrico. Está catalogado como Bien Cultural con la categoría de Monumento en el Inventario General del Patrimonio Cultural Vasco.
Está sobre la ría del río Artibai a escasos metros del mar y su apertura permitía subir a los barcos de pesca hasta el lugar de atraque, bajo la Iglesia de Santa María y al pie del Puente Viejo, antes de la construcción del puerto de Ondárroa.
Se construyó según diseño del ingeniero José González de Langarica, cuyo proyecto se aprobó por la Comisión Provincial de la Diputación Foral de Vizcaya en su reunión de 14 de octubre de 1925. El puente se inauguró el 1 de mayo de 1927 con el nombre  "Pasarela de Alfonso XIII".

## Descripción

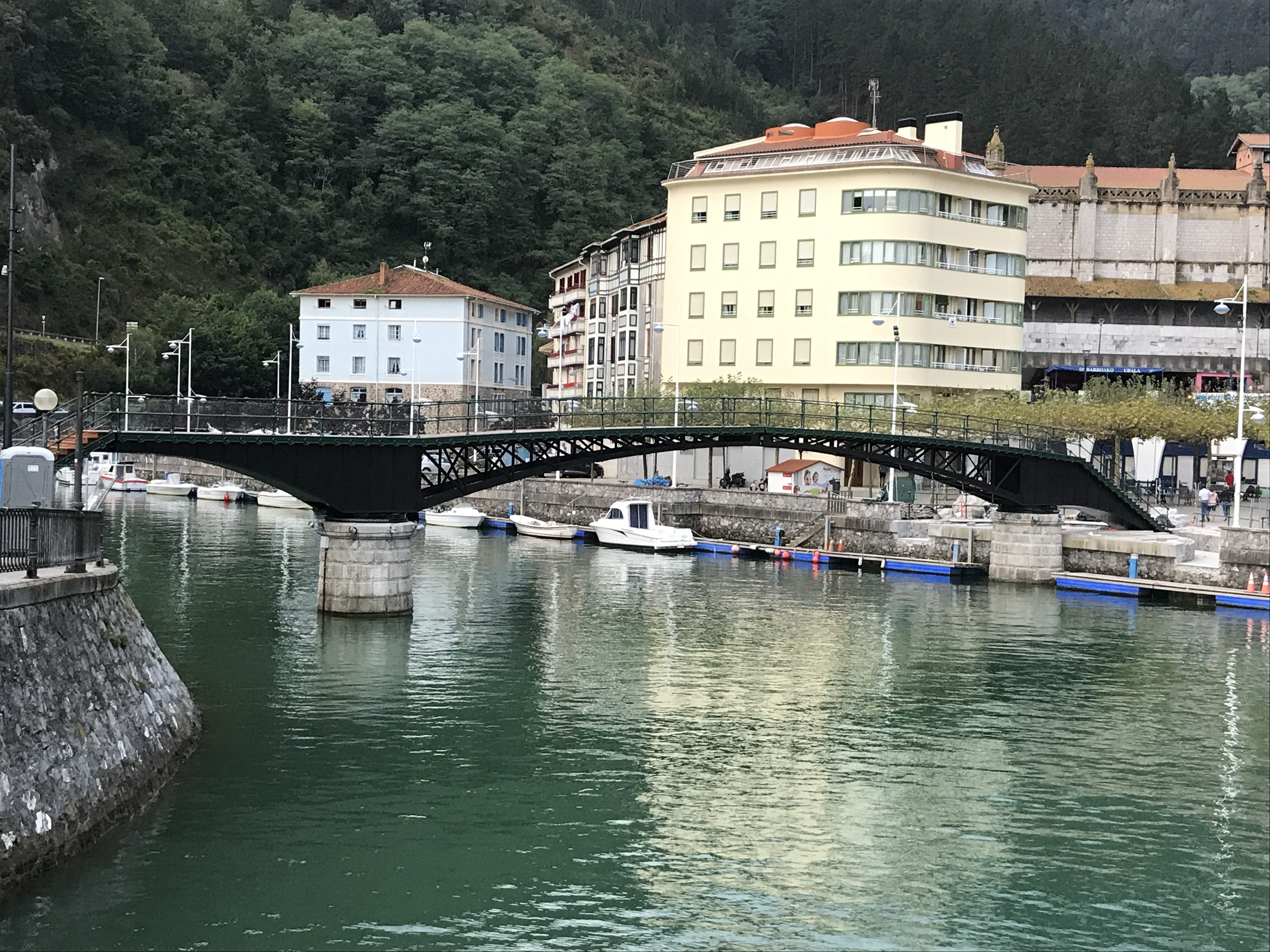
Plaiko zubia, en 2021.

La ejecución material consta de dos unidades de obra principales: la inmóvil sustentante -de piedra y hormigón- y la móvil metálica, constituida a su vez por dos mitades de celosía metálica con doble voladizo cada una, de forma que constituyen dos semivanos isostáticos, apoyados sobre dos basas troncocónicas de piedra, emplazadas estas dentro del cauce de la ría.
La pasarela está formada por dos tramos realizados en acero y madera que apoyan sobre pilas asentadas en el lecho de la ría. Los dos semivanos centrales forman un arco rebajado que conforma la luz principal y queda libre cuando el puente se abre. Cada tramo está compensado para su equilibrio sobre el pilar,  el izquierdo tiene la escalera de acceso y el derecho un semiarco que conecta con la escalera de acceso a la  margen derecha aunque en su origen lo hacía con una pasarela de hormigón.
La luz entre los pilares es de 28 m, estos tienen una anchura de  1,50 m y una altura de 5,80 m. La pasarela mide 46 metros de longitud y pesa unas 23 toneladas (cada tramo mide unos 23 metros y pesa unas 14 toneladas).
La cimentación de las dos basas de apoyo está resuelta con zapatas cúbicas de hormigón sobre las que apoyan las mencionadas basas ligeramente troncocónicas de 5,40 metros de altura con remate de cornisa circular de piedra de 40 centímetros. El diámetro de arranque de las basas es de aproximadamente 3 metros y el de coronación de 2,5 metros. Las basas están recubiertas con sillares almohadillados de piedra caliza.
Hasta la ejecución del paseo de ribera actual, el encuentro de la pasarela con la orilla derecha estuvo resuelto con una estructura de hormigón que apoyaba sobre roca del margen derecho y sobre dos pilares, a su vez, apoyados sobre roca del cauce. Esa estructura sujetaba un tramo de pasarela de hormigón que daba acceso a cota de la pasarela metálica. Tras la reforma de la orilla derecha del Atibai para la construcción del nuevo acceso al puerto en 1994, se construyó una escalera.
En la orilla izquierda, sobre la plaza arbolada Nafarroako Zumardia, la urbanización de la plaza acogía la parte de pasarela que desciende sobre la plaza con inclusión de un trazado curvo, resuelto con barandilla circular y dos pedestales, uno a cada lado en el acceso, curvo que se adaptaba al movimiento giratorio necesario para la apertura de esa mitad del puente. La modificación de esta margen de la ría hizo que el pilar quedara pegado al muro y la escalera de la pasarela fijada al suelo, lo que impedía su giro, tras la restauración del 2021 se habilitó un foso para que pudiera girar.
La parte móvil de la pasarela está conformada por dos mitades construidas mediante celosía metálica de perfiles de acero laminado L y T unidos sobre palastros de 8 milímetros mediante roblones de cabeza semiesférica. Las celosías resuelven la unión entre el cordón superior y el cordón inferior de las mismas mediante barras verticales separadas a ejes 1,75 metros de distancia y barras diagonales. Las barras diagonales, en su trazado, cortan a la virtual prolongación del eje de apoyo de cada basa en la prolongación superior del eje.
El arriostramiento de las celosías se resuelve en el plano horizontal inferior y en el plano vertical transversal; en ambos casos se emplean cruces de San Andrés con perfiles L de 60.
El cordón inferior de las celosías se conforma describiendo un arco rebajado que salva una luz libre total de 28 metros y que se corresponde con el trazado de un arco de circunferencia de aproximadamente 65 metros de radio. Por su parte, el cordón superior de la celosía, aunque se percibe horizontal, también describe un arco muy rebajado sobre el que se apoya el entarimado de la pasarela.
A lo largo de las vigas de celosía, así como sobre las basas de piedra, la pasarela dispone de un mecanismo de engranajes y rodamientos que puede accionarse mediante motor o manivela. La maquinaria para el giro consiste en una cremallera circular sobre la cual se hace girar un piñón.
La celosía se cubre con un entablado de madera que constituye el pavimento de la pasarela, resuelto con viguetas de madera de 12 x 10 cm sobre las que se clava el entablado de 190 centímetros de largo 20 de ancho y 3 de grueso. Los dos frentes del entablado están protegidos con un frente de fundición de hierro a manera de cenefa decorada con circunferencias resaltadas que dispone de un remate inferior mediante bocel que describe a lo largo de la pasarela una sucesión de pequeñas semicircunferencias.
El tránsito se protege con una barandilla metálica. La barandilla original era de 90 centímetros de alta y estaba resuelta con dos largueros cilíndricos unidos a montantes también cilíndricos de 40 milímetros de diámetro. Las uniones de largueros y montantes se resolvían mediante uniones esféricas de fundición: dos uniones en cada montante. Los apoyos de los montantes se resolvían mediante basas cuadradas de fundición unidas rígidamente a la estructura de las celosías del puente.
La luz libre de la pasarela entre los montantes de la barandilla era de 162 centímetros y, una vez descontadas las basas de apoyo, de 150 centímetros.
La pasarela presentaba un pequeño ensanchamiento en el tramo situado sobre la vertical de la basa izquierda conformando un pequeño rellano en el que se alojaba la caseta de madera para el control del puente. Esta caseta estuvo construida con planta rectangular y cubrición a dos aguas. No obstante, según el plano de 1931 realizado con motivo de incorporar electrificación al mecanismo de apertura del puente, la caseta de control era de planta casi cuadrada ubicada en la misma vertical del eje de la basa de apoyo con una cubrición a cuatro aguas. En la restauración de 2021 se optó por suprimir el ensanchamiento.

## Historia

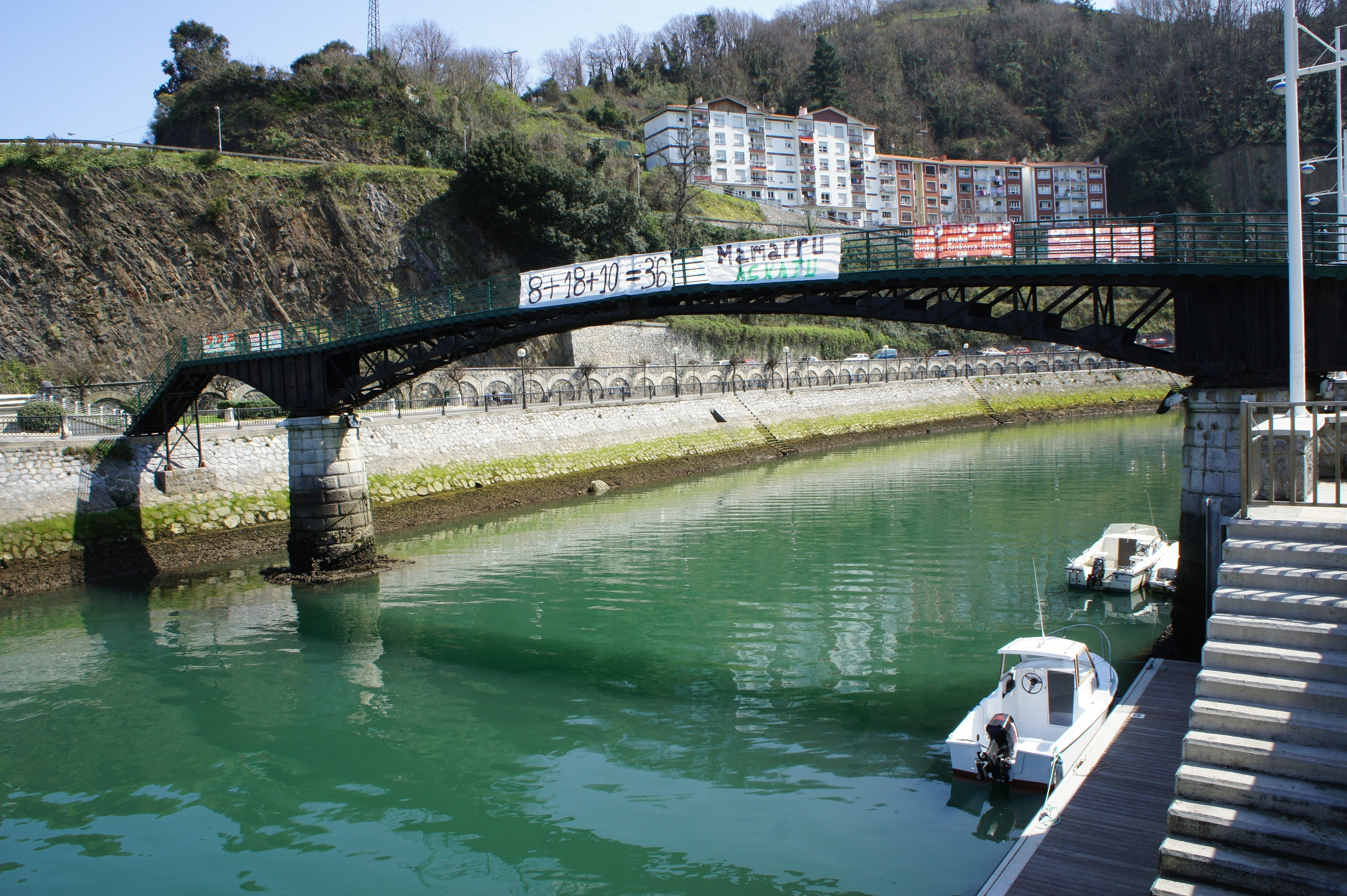
Plaiko zubixe

Tras la estima por parte de la Diputación Foral de Bizkaia de la necesidad de mejorar el acceso a la playa de Ondárroa desde el centro urbano realizada por el consistorio de la villa mediante un escrito realizado por el entonces alcalde el 29 de abril de 1925, se decidió encargar el proyecto de una nueva pasarela al ingeniero José González de Langarica que presentó el  13 de octubre de 1925 un proyecto de una pasarela móvil de peaje que permitiera conjugar el paso a las playas con el tránsito de barcos pesqueros al puerto interior. El proyecto contemplaba el peaje para el paso de peatones y un voladizo de hormigón en la orilla derecha que unía esta con la parte móvil de ese lado. También se contemplaban en el mismo proyecto, la remodelación de ambas márgenes de la ría y un paseo en el acceso a la playa y al camino de Arrigorri. La obra se asignó a la empresa de Deusto Alejandro Bengoechea y Cía. y fue inaugurada el 1 de mayo de 1927.
El accionamiento del mecanismo eléctrico, inicialmente había sido hidráulico, se ubicaba en una caseta situada en la parte izquierda, en la que también se cobraba el pontazgo, que varió de los 5 céntimos de peseta iniciales que le dieron el sobrenombre de "puente la la perra chica" hasta la peseta que se cobraba cuando se suspendió, pasando por los dos reales (50 céntimos de peseta). Esta caseta desapareció en la década de los años 80 de siglo XX tras sufrir un ataque intencionado mediante un cóctel molotov. El tiempo de apertura o cierre era de 2 minutos. 
La desaparición de la zona de fondeo del puerto interior, que quedó absorbido por las instalaciones del puerto de Ondárroa, hizo caer en desuso la apertura de la pasarela, que pasó a abrirse muy puntualmente y de forma manual únicamente el segmento derecho. 
La construcción del nuevo acceso vial al puerto, que incluyó el nuevo puente de Calatraba y lña remodelación integral de los espacios de la ría del Artibai y sus márgenes en la última década del siglo XX, hizo desaparecer la pasarela de hormigón del lado derecho que fue sustituida por un pequeño tramo de acero y madera a imitación de los segmentos originales del puente.
En las reformas de los márgenes de la ría realizada en la primera década del siglo XXI se movilizó el tramo móvil izquierdo. En el año 2016 se cierra al público debido al mal estado de la estructura que estaba altamente corroída. En el otoño de 2017 se confirma su restauración integral a cargo de la Diputación de Foral de Bizkaia con un presupuesto de 400.000€. En agosto de 2021, tras varios años de trabajo y un coste de 1.296.530 euros de los cuales 847.541 euros se destinaron a la rehabilitación de la estructura metálica y  448.989 euros al reposicionamiento y recalce de las pila, se volvió a colocar en su sitio y se habilitó el giro de ambos tramos para su apertura de forma manual.

### Trabajos de restauración realizados entre los años 2019 y 2021
La restauración de la infraestructura se realizó entre junio de 2019 y octubre de 2021 y consistieron en la recuperación y mejora de los tres elementos principales que la forman, estructura metálica, mecanismos de giro y pilas.
Recuperación de la estructura metálica
Los dos tramos que conforman la pasarela están realizados en acero y se encontraban muy deteriorados por la corrosión. Se desmontaron en junio de 2019 y se llevaron al taller especializado que el Grupo ORION tiene en Lualva, Carreño (Asturias), donde se eliminó el óxido mediante chorreado de arena, limpió, repuso las partes deterioradas, realizándolas con las técnicas originales, y pintó en colores verde y negro. Los trabajos terminaron en diciembre de 2020. Se modificó la pasarela quitando el ensanchamiento que tenía en la entrada izquierda para albergar la caseta de maniobra y pago del peaje y se ha cubierto toda la barandilla por su parte interior con una red metálica para evitar las caídas de menores. Los escalones de los tramos de escalera han sido reducidos.
Restauración de los mecanismos de giro
Los mecanismos de giro de cada tramo consiste en un piñón que engrana con una cremallera circular que se asienta en el pilar correspondiente. Se ha limpiado y recuperado piñones y cremalleras o rehaciéndolos. El accionado del sistema es manual. En el lado izquierdo se ha dispuesto un sistema de fijación del tramo con el suelo de la calle.
Reposicionamiento y asentamiento de los pilares del puente
Los pilares de la estructura se asentaban en el lecho arenoso de la ría, con el transcurrir del tiempo se habían movido de su posición original; la pila izquierda se había desplazado unos 40 centímetros hacia el interior de la ría y la pila derecha presentaba un desplome de 4 centímetros, que con la pasarela montada se corregía al hacer esta de tirante. Se han desmontado los pilares y reconstruido sobre micropilotes anclados en el lecho de roca. En la orilla izquierda se ha realizado una zanja en el suelo que permite que el tramo pueda girar. Estos trabajos se realizaron entre noviembre de 2020 y mayo de 2021. Sobre los pilares se han colocado luminarias de led para la luz ornamental y se han levantado en cada orilla sendos sistemas de iluminación.

## Utilizaciones especiales del puente de la playa
- En 1957 el puente de la playa fue una de las localizaciones que se usaron en la película de César Fernández Ardavín ...y eligió el infierno.

- En el año 2013 se convirtió en símbolo de la resistencia a la detención de Urtza Alkorta, acusada de colaboración con ETA, el puente fue tomado por cientos de personas que la protegían y que tuvieron que ser desalojadas una a una por la policía autónoma en una actuación que duró más de tres horas después de tres días de aguante. El puente se convirtió en símbolo bajo el lema "#ResistOndarru 2013-V10/2013-V-15".[4]

- En 2016 fue el centro de las celebraciones del ascenso del equipo de remo  Ondarroa Arraun Elkartea cuando ascendió a la liga ACT.